# Beniamino Di Giacomo
Beniamino Di Giacomo (Porto Recanati, 13 novembre 1935) è un allenatore di calcio ed ex calciatore italiano, di ruolo attaccante.

## Biografia
Nel gennaio 2008 è stato insignito assieme al concittadino Luciano Panetti, anch'egli calciatore nel ruolo di portiere, di un premio alla carriera agonistica da parte della provincia maceratese in cui è nato.

## Caratteristiche tecniche
Punta centrale maggiormente apprezzabile per generosità in campo e grinta piuttosto che per dotazione tecnica, si segnalò per un buon opportunismo e senso del gol.

## Carriera

### Giocatore

#### Club
Nativo di Porto Recanati e cresciuto nella vicina Castelfidardo, disputando con la società locale il torneo di IV Serie, nell'estate 1955 approdava alla S.P.A.L. debuttando in massima categoria il 9 ottobre con una rete alla Triestina; del biennio ferrarese è da menzionare anche il gol-vittoria sul campo del Milan il 9 giugno 1957, utile agli estensi per cogliere bottino pieno contro i lombardi appena laureatisi campioni d'Italia.
Tappa successiva della sua carriera risultò essere il Napoli, formando un'interessante coppia offensiva con Luís Vinício dal quale ricevette il soprannome «Gegé o' Bersagliere» per un cappello indossato scherzosamente: alla puntualità realizzativa del duo non corrispero tuttavia soddisfazioni sportive, col quadriennio partenopeo culminato anzi nella retrocessione al termine del campionato 1960-61. Analogo esito fu quello dell'unica stagione trascorsa a Lecco, nonostante 14 reti in 34 presenze; attirate comunque le mire dei principali club, durante il luglio 1962 venne acquistato dal Torino per 180 milioni di lire.
Con l'unico acuto in maglia granata rappresentato da una doppietta alla sua ex squadra estense, già nel mercato autunnale rientrò nei piani dell'Inter di Helenio Herrera: a compensare il suo passaggio in nerazzurro uno scambio «alla pari» col britannico Hitchens, cui la società milanese scelse di rinunciare in favore di un attaccante propenso al dialogo e movimento. Esordiente con gol a Genova, fece parte di una prima linea composta dall'ala brasiliana Jair e interni orientati alla spinta quali Maschio e Mazzola; una preminenza nel ruolo la sua tale da indurre il Mago a schierarlo anche nella trasferta di Bergamo malgrado la caviglia contusa — negando il debutto al giovane Boninsegna e scartando l'ipotesi del summenzionato sudamericano come centravanti — per un infortunio aggravatosi nell'occasione.
Elemento maggiormente prolifico della formazione meneghina, non scese tuttavia in campo nella decisiva gara che a Roma assegnò il tricolore: all'apice così raggiunto nella primavera 1963 fece ancora seguito un breve periodo di centralità nel progetto interista, risultando peraltro uomo-partita nella prima uscita ufficiale con lo scudetto sulle maglie — contro il Modena nel turno inaugurale del campionato seguente — e giocando da titolare alcune gare in Coppa Campioni. L'emergere di Milani nelle vesti da centravanti-boa concorse al suo progressivo accantonamento, collezionando una manciata di minuti in campo nella seconda parte dell'annata; a pochi giorni dallo spareggio con il Bologna dovette inoltre abbandonare il ritiro della squadra per sottoporsi a un'operazione di appendicite, compiuta dal chirurgo e allora sindaco di Milano Pietro Bucalossi.
Pur fregiandosi con apparizioni del titolo europeo che la Beneamata conquistò a Vienna, nell'autunno 1964 accettò un ridimensionamento con ingaggio a Mantova: episodio che lo lega con notorietà ai virgiliani è quello verificatosi il 1º giugno 1967, quando nell'ultima giornata del campionato un traversone da lui effettuato  senza pretese — causa l'arrivo di Picchi in chiusura che lo costringe ad affrettare i tempi — si insaccò in rete per una «papera» di Sarti determinando la sconfitta dei suoi ex compagni nerazzzurri e la vittoria del torneo in rimonta da parte della Juventus.

Di Giacomo all'Inter nella stagione 1963-64.

Durante gli anni a venire concluse la propria esperienza agonistica tra Romagna e Marche, vestendo per ultimi colori quelli del Fano nel 1973.

#### Nazionale
In aggiunta alle partite disputate con Under-21 e Italia B rispettivamente nel 1959 e 1963, vanta una presenza con l'azzurro maggiore nell'esibizione amichevole con la Danimarca del 5 dicembre 1964 rimanendo in campo nel primo tempo per poi lasciare spazio a Nicolè.

### Allenatore
La sua carriera in panchina — avente come miglior risultato la promozione in C1 con la Jesina nel 1984 — si è svolta principalmente nel contesto marchigiano, eccezion fatta per i passaggi a Galatina e Teramo: celebre anche un contratto pattuito con la Ternana nel 1987 ma risolto in breve tempo per le difficoltà societarie attraversate dal club umbro.

## Statistiche

### Cronologia presenze e reti in nazionale
| Cronologia completa delle presenze e delle reti in nazionale ― Italia | Cronologia completa delle presenze e delle reti in nazionale ― Italia | Cronologia completa delle presenze e delle reti in nazionale ― Italia | Cronologia completa delle presenze e delle reti in nazionale ― Italia | Cronologia completa delle presenze e delle reti in nazionale ― Italia | Cronologia completa delle presenze e delle reti in nazionale ― Italia | Cronologia completa delle presenze e delle reti in nazionale ― Italia | Cronologia completa delle presenze e delle reti in nazionale ― Italia |
| Data                                                                  | Città                                                                 | In casa                                                               | Risultato                                                             | Ospiti                                                                | Competizione                                                          | Reti                                                                  | Note                                                                  |
| --------------------------------------------------------------------- | --------------------------------------------------------------------- | --------------------------------------------------------------------- | --------------------------------------------------------------------- | --------------------------------------------------------------------- | --------------------------------------------------------------------- | --------------------------------------------------------------------- | --------------------------------------------------------------------- |
| 5-12-1964                                                             | Bologna                                                               | Italia                                                                | 3 – 1                                                                 | Danimarca                                                             | Amichevole                                                            | -                                                                     | 46’                                                                   |
| Totale                                                                |                                                                       | Presenze                                                              | 1                                                                     |                                                                       | Reti                                                                  | 0                                                                     |                                                                       |

| Cronologia completa delle presenze e delle reti in nazionale ― Italia B | Cronologia completa delle presenze e delle reti in nazionale ― Italia B | Cronologia completa delle presenze e delle reti in nazionale ― Italia B | Cronologia completa delle presenze e delle reti in nazionale ― Italia B | Cronologia completa delle presenze e delle reti in nazionale ― Italia B | Cronologia completa delle presenze e delle reti in nazionale ― Italia B | Cronologia completa delle presenze e delle reti in nazionale ― Italia B | Cronologia completa delle presenze e delle reti in nazionale ― Italia B |
| Data                                                                    | Città                                                                   | In casa                                                                 | Risultato                                                               | Ospiti                                                                  | Competizione                                                            | Reti                                                                    | Note                                                                    |
| ----------------------------------------------------------------------- | ----------------------------------------------------------------------- | ----------------------------------------------------------------------- | ----------------------------------------------------------------------- | ----------------------------------------------------------------------- | ----------------------------------------------------------------------- | ----------------------------------------------------------------------- | ----------------------------------------------------------------------- |
| 5-6-1963                                                                | Udine                                                                   | Italia                                                                  | 2 – 0                                                                   | Austria                                                                 | Amichevole                                                              | 1                                                                       |                                                                         |
| Totale                                                                  |                                                                         | Presenze                                                                | 1                                                                       |                                                                         | Reti                                                                    | 1                                                                       |                                                                         |

| Cronologia completa delle presenze e delle reti in nazionale ― Italia under 21 | Cronologia completa delle presenze e delle reti in nazionale ― Italia under 21 | Cronologia completa delle presenze e delle reti in nazionale ― Italia under 21 | Cronologia completa delle presenze e delle reti in nazionale ― Italia under 21 | Cronologia completa delle presenze e delle reti in nazionale ― Italia under 21 | Cronologia completa delle presenze e delle reti in nazionale ― Italia under 21 | Cronologia completa delle presenze e delle reti in nazionale ― Italia under 21 | Cronologia completa delle presenze e delle reti in nazionale ― Italia under 21 |
| Data                                                                           | Città                                                                          | In casa                                                                        | Risultato                                                                      | Ospiti                                                                         | Competizione                                                                   | Reti                                                                           | Note                                                                           |
| ------------------------------------------------------------------------------ | ------------------------------------------------------------------------------ | ------------------------------------------------------------------------------ | ------------------------------------------------------------------------------ | ------------------------------------------------------------------------------ | ------------------------------------------------------------------------------ | ------------------------------------------------------------------------------ | ------------------------------------------------------------------------------ |
| 1-3-1959                                                                       | Madrid                                                                         | Spagna                                                                         | 0 – 0                                                                          | Italia                                                                         | Amichevole                                                                     | -                                                                              |                                                                                |
| Totale                                                                         |                                                                                | Presenze                                                                       | 1                                                                              |                                                                                | Reti                                                                           | 0                                                                              |                                                                                |

## Palmarès

### Giocatore

#### Club

##### Competizioni nazionali
- Campionato italiano: 1

Inter: 1962-1963

##### Competizioni internazionali
- Coppa dei Campioni: 1

Inter: 1963-1964

### Allenatore

#### Club

##### Competizioni nazionali
- Campionato italiano Serie C2: 1

Jesi: 1983-1984 (girone C)